# Karl Wilhelm Friedrich von Schmettau
Karl Wilhelm Friedrich von Schmettau (* 28. Dezember 1734 in Sandau (Landkreis Jerichow II); † 31. März 1798 in Liegnitz) war ein königlich preußischer Generalleutnant, Chef des Dragoner-Regiments Nr. 2 und Träger des Ordens Pour le Mérite.

## Herkunft
Karl Wilhelm Friedrich von Schmettau entstammte einer schlesischen, ursprünglich bürgerlichen Familie, die in bürgerlichen Berufen, z. B. als Züchner in Neisse ansässig war, aber bald in der Landeshauptstadt Breslau im Kaufmannsstande erscheint und am 28. September 1668 eine böhmische Adels- und Wappenbestätigung erhielt. Erster Vertreter in brandenburgisch-preußischen Diensten war Heinrich Schmettau, seit 1666 Hof- und Domprediger in Berlin. Heinrichs Sohn Friedrich Wilhelm (1670–1732) war preußischer Schulrat, sein Enkel der Generalmajor Johann Ernst von Schmettau, aus dessen Ehe mit Anna Sophie Schlüter (1712–1747) Karl Wilhelm Friedrich von Schmettau hervorging.

## Militärische Laufbahn
Er kam am 15. Mai 1747 in die Ritterakademie nach Brandenburg und wurde im Jahr 1750 als Standartenjunker dem Leib-Carabinier-Regiment zugewiesen. Dort wurde er am 4. Juni 1752 Kornett. Während des Siebenjährigen Krieges nahm er an der Schlachten von Lobositz, Kolin, Breslau, Leuthen, Hochkirch, Zorndorf, Liegnitz und Torgau. Dazu kämpfte er im Gefecht bei Domstadtl und nahm am 19. Februar 1760 am Gefecht von Langensalza teil, in dem die preußische Kavallerie eine feindliche Kolonne überfiel und zersprengte. Der kommandierende Offizier von Syberg berichtete an den König wie folgt: „...Da E.K.M. mir gnädigst befohlen haben, diejenigen, die sich so vorzüglich distinguiert haben, zu benennen, so habe ich die Gnade unterthänigst zu melden, .... bitte ich demnach unterthänigst E.K.M., ob Höchstdieselben geruhen wollen, Nachstehende' ....(anliegend versandte Liste der Offiziere ist nicht erhalten) .... , mit dem Orden p.l.m. zu begnaden ...“. Obwohl die Liste der zur Auszeichnung Vorgeschlagenen nicht erhalten ist, muss Schmettau in ihr enthalten gewesen und auch ausgezeichnet worden sein, denn er erscheint in der allgemeinen Ritterliste von 1767 als Ordensträger. In der Zeit wurde er am 19. Juli 1757 Leutnant und am 13. Juni 1761 Stabsrittmeister.
Karl Wilhelm Friedrich von Schmettau diente auch nach Beendigung des Siebenjährigen Krieges weiter in der friederizianischen Armee. Am 24. April 1765 wurde er Rittmeister und Kompaniechef und am 2. März 1771 Major. Als solcher nahm er 1778/1779 am Bayerischen Erbfolgekrieg teil. Danach wurde er am 26. Mai 1782 Oberstleutnant und am 25. September 1784 Oberst. Am 9. Juli 1788 wurde er zum Kommandanten der Leibkarabiniers ernannt. Aber am 10. Mai 1790 wurde er Chef des Dragoner-Regiments Nr. 2 und am 14. August 1780 erhielt er die Ernennung zum Generalmajor. Während des Ersten Koalitionskriegs nahm er an der Kanonade von Valmy teil, kämpfte in den Gefechten bei Hochheim, Guntersheim, Limbach und Eschweiler, bis er im März 1794 schwer an Ruhr erkrankte und in das Lazarett in Frankfurt am Main kam. Dort blieb er einige Zeit und kehrte dann in seine Garnison zurück. Am 1. Januar 1796 wurde er zum Generalleutnant mit Patent zum 2. Januar 1796 befördert. Dann am 23. Januar 1797 erhielt er seine Demission mit einer Pension von 1200 Talern jährlich. Er starb am 31. März 1797 in Liegnitz.

## Familie
Verheiratet war von Schmettau mit Sophie Luise Agnese von Goetze († 16. August 1780) der Tochter des Generalmajors Ernst Ludwig von Goetze (1697–1745). Das Paar hatte folgende Kinder:
- Karl Ernst Ludwig Wilhelm (* 20. Oktober 1765; † 27. März 1807), Geheimer Justizrat
- Henriette Auguste Karoline (* 23. Oktober 1766; † 23. Januar 1796)
- Katharina Sophie Dorothea Charlotte (* 13. Januar 1768)
- Reinhold Karl Kasimir Leopold (* 12. Juli 1769)
- Eleonore Henriette Luise Charlotte (* 8. September 1771; † 8. Oktober 1829)
- Karoline Wilhelmine Philippine (* 14. Dezember 1773; † 6. Januar 1774)
- Henriette Philippine Eleonore (* 3. März 1776; † 3. Januar 1830)
- Friedrich Wilhelm (* 3. November 1777; † 7. Juli 1845), Leutnant, Erbherr auf Schilkowitz ⚭ Beate Amalie Helene von Prittwitz und Gaffron, Tochter von Wolfgang Moritz von Prittwitz

Nach dem Tod seiner ersten Frau heiratete er am 6. Oktober 1782 Helene Sophie Wilhelmine von Alvensleben (* 7. Dezember 1745; † 8. April 1794), Witwe des Geheimen Kriegsrats Gebhard August II. von Alvensleben aus Hundisburg. Aus dieser Ehe stammen:
- Eleonore Dorothea Wilhelmine Ludmilla (* 19. April 1784)
- Philipp Wilhelm Johann Georg (* 27. Mai 1790)